# Salahdine Hmied
Salahdine Hmied (1º settembre 1961) è un ex calciatore marocchino, di ruolo portiere.

## Carriera

### Nazionale
Con la Nazionale marocchina ha preso parte ai Mondiali 1986.